# Kasterer See

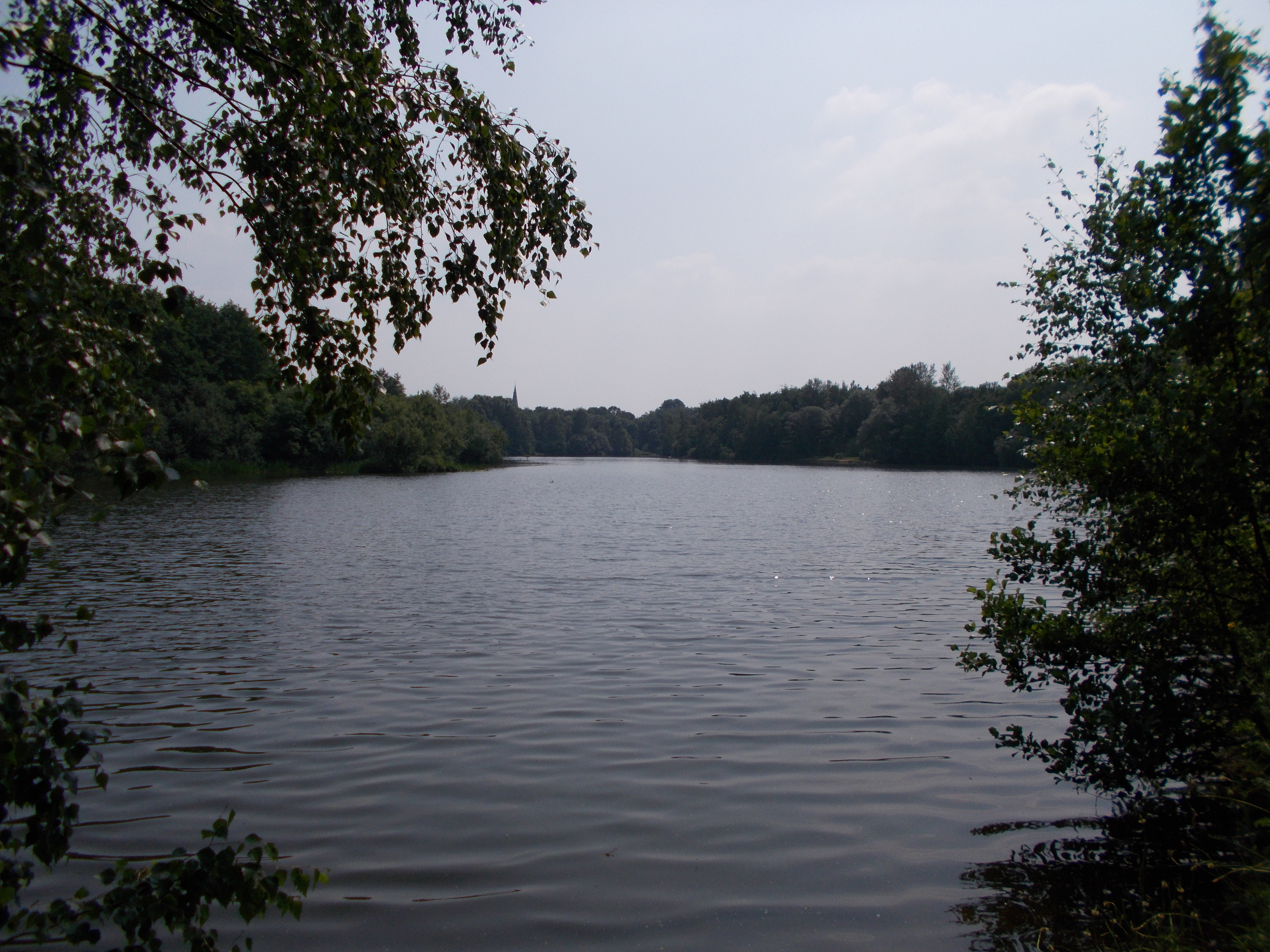
Kasterer See

Der Kasterer See liegt in einem Naherholungsgebiet am Rande des historischen Kerns des Ortsteils Kaster der Stadt Bedburg im Rhein-Erft-Kreis in Nordrhein-Westfalen.

## Beschreibung
Im Zuge der Braunkohlenförderung wurde der ein Kilometer lange, 125 Meter breite und 5,20 Meter tiefe Kasterer See im Bereich des ehemaligen Tagebaus Frimmersdorf angelegt und 1984 fertig gestellt. Er wird von der Mühlenerft gespeist und umspült und ist eingebettet in die Kasterer Höhe, eine rund acht Hektar große angelegte Waldfläche. In der Waldinsel, in der das Gewässer liegt, wurden zahlreiche Ulmen gepflanzt, die als gefährdete Baumart gelten. Der See und die ihn umgebenden Waldgebiete sind durch umfangreiche Rekultivierungsmaßnahmen entstanden.
Das Gebiet gehört zum Naturschutzgebiet Erft zwischen Bedburg und Bergheim.

## Nutzung

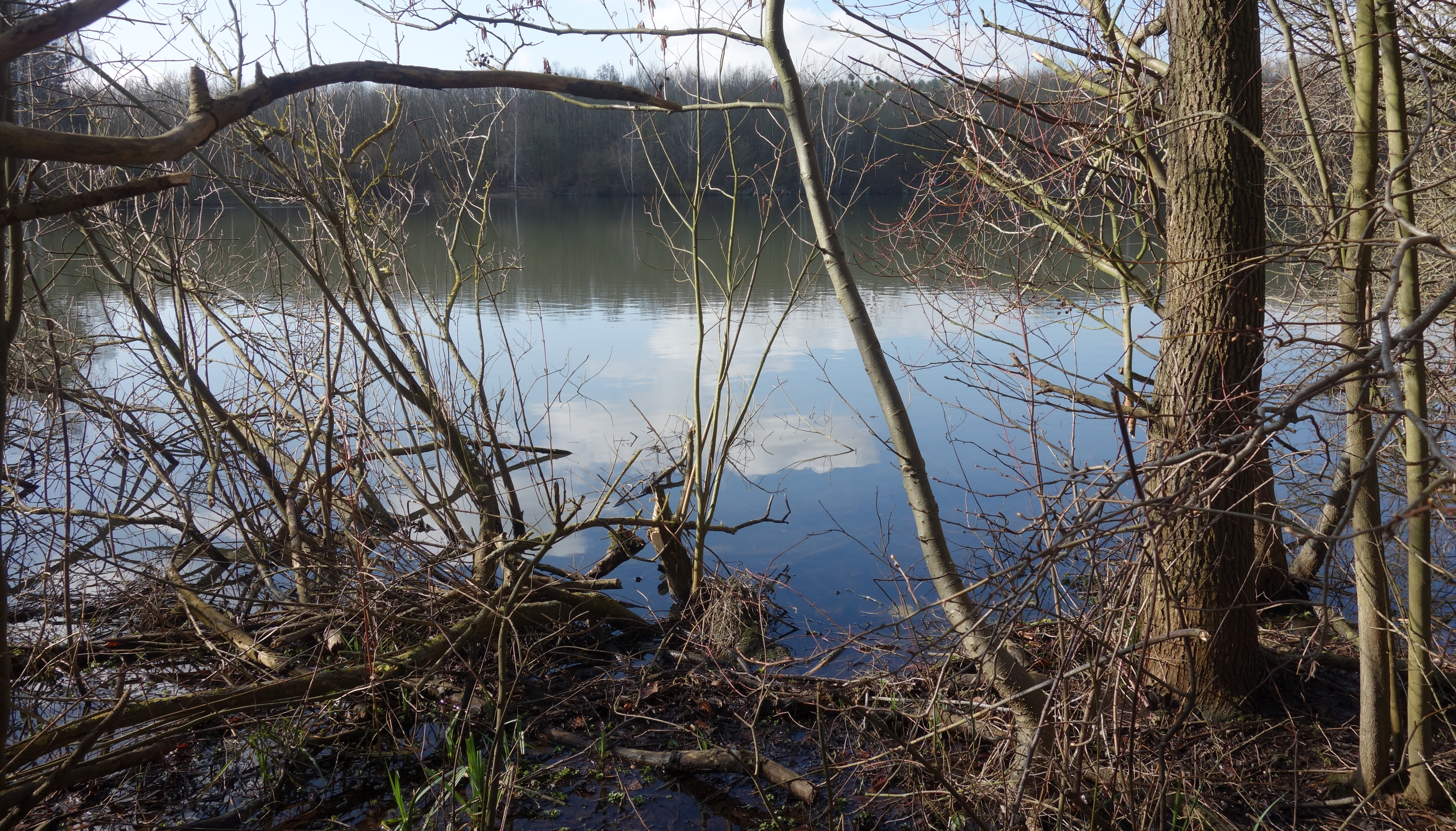
Feuchtbiotop am östlichen Seeufer

Das Südwestufer des Sees ist Naherholungsgebiet, während das Ostufer größtenteils unzugänglich und der Natur überlassen ist. Hier befinden sich ausgedehnte Feuchtbiotope sowie zahlreiche Nistplätze für Wasservögel.
Der Sportfischereiverein Erft-Gillbach e.V. bewirtschaftet den See als Angelgewässer. Aale, Barsche, Döbel, Hechte, Karpfen, Rotaugen, Rotfedern, Schleie und Welse gehören zum Fischbestand.